# Alois Vogt
Alois Vogt (* 19. Juli 1906  in Balzers; † 23. März 1988 in Vaduz) war ein Politiker im Fürstentum Liechtenstein. Trotz seiner nachgesagten Sympathien für Adolf Hitler und die NSDAP war er einer der führenden Kräfte, die am 24. März 1939 einen Putsch Nationalsozialistischer Gruppen aus Liechtenstein und dem benachbarten Vorarlberg in Liechtenstein verhinderten. Der Putsch hatte das Ziel Liechtenstein aus der Zollunion mit der Schweiz zu lösen und es dem Grossdeutschen Reich anzugliedern. In seiner Funktion als stellvertretender Regierungschef liess er den Anführer der Putschisten Theodor Schädler verhaften und erreichte, dass Verbände der SA und des NSKK aus Feldkirch nicht im Nachbarland intervenierten.

## Leben

Alois Vogt

Alois Vogt war der Sohn des Landwirts Josef Kaspar Vogt und dessen Ehefrau Magdalena Theresia Vogt geborene Gstöhl. Er wuchs in der südlichsten Gemeinde des Fürstentums auf und hatte 5 Geschwister, zwei Brüder und drei Schwestern. Er besuchte die Primärschule in Balzers die Realschule in Vaduz und von 1921 bis 1928 das Gymnasium in Feldkirch im nahe gelegenen Österreich. Von 1928 bis 1933 studierte er Rechtswissenschaften in Österreich und in der Schweiz so in Innsbruck, Freiburg und Wien. Das kleine Fürstentum verfügte damals über keine eigene Universität oder eine weiterführende Schule. Am 9. Oktober 1948 heiratete er Beate Hussak (1924–2012). Zusammen mit ihr hatte er 6 Kinder.
Schon während seiner Schulzeit war er politisch aktiv. Er war einer der Gründer der Liechtensteinischen Akademischen Verbindung Rheinmark und gründete am 1. Oktober 1933 den Liechtensteiner Heimatdienst mit. Am 5. Januar 1936 fusionierte der Heimatdienst mit der erheblich mitgliederstärkeren Christlich-sozialen Volkspartei zu der Vaterländischen Union kurz VU.
In der VU war er von 1936 bis 1940 Parteisekretär. Von Januar 1937 bis März 1938 war er Chefredakteur der partei-eigenen Tageszeitung «Liechtensteiner Vaterland». Nachdem die VU mit der regierenden Fortschrittliche Bürgerpartei in Liechtenstein kurz FBP eine Koalition eingegangen war, wurde er am 30. März 1938 zum stellvertretenden Regierungschef ernannt. Er übernahm das Amt von Anton Frommelt von der FBP. Diese Position hatte er bis September 1945 inne und war für das Ressort «Wirtschaft» verantwortlich.

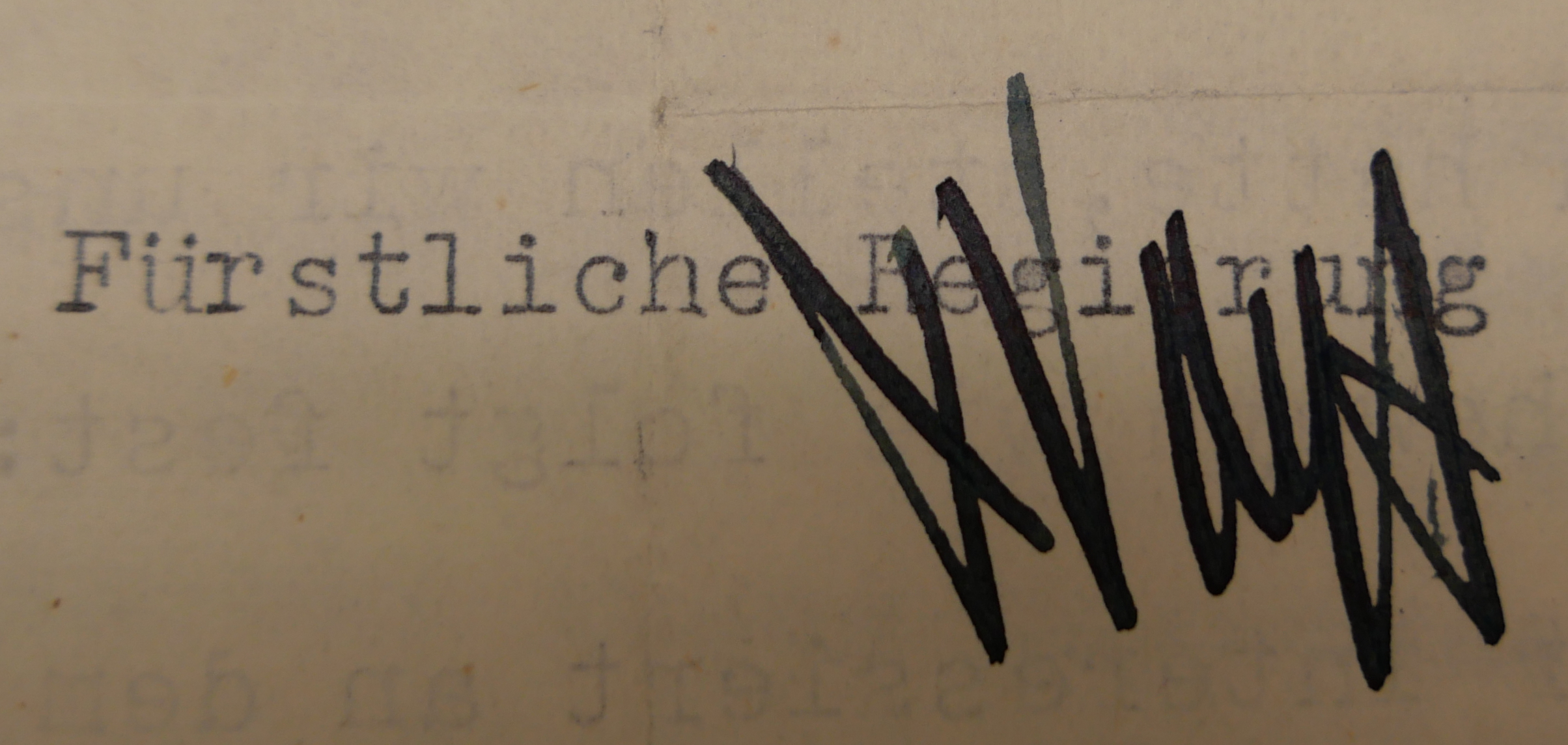
Vogts Unterschrift auf einem Brief vom 12. Februar 1944, als er stellvertretender Regierungschef war, an die Justiz- und Politik-Abteilung in Bern zur Frage der Einbürgerung von Rudolf Ruscheweyh (1905–1954), einem deutschen Waffenhändler. Das Dokument befindet sich im Schweizerischen Bundesarchiv in Bern.

Am 2. März 1939 besuchte Alois Vogt zusammen mit Regierungschef Josef Hoop und Fürst Franz Josef II. Berlin und traf den Führer Adolf Hitler in der Neuen Reichskanzlei. Am 24. März 1939 vereitelte er einen Putsch der nationalsozialistischen Volksdeutschen Bewegung in Liechtenstein kurz VDBL. Die VDBL plante an diesem Abend eine gewalttätige Demonstration im Hauptort des Fürstentums in Vaduz. Die Organisatoren des Putsches hatten sich mit den Parteiorganisationen der NSDAP im benachbarten Feldkirch in Vorarlberg abgesprochen. Wäre es zu gewalttätigen Auseinandersetzungen mit pro Schweizer Teilen der VU und Gegendemonstranten der FBP gekommen so hätte sie Vorarlberg um Hilfe gerufen. In Feldkirch standen 600 Mann SA und NSKK in Alarmbereitschaft um im Nachbarland einzumarschieren und die Regierung des Fürstentums zu verhaften. Doch die Pläne des Putsches konnten nicht geheim gehalten werden und Alois Vogt hatte die Zeit um beim Landrat von Feldkirch Ignaz Tschofen zu intervenieren. Er drohte dem Landrat mit persönlichen Konsequenzen. Er hätte am 2. März vom Führer persönlich die Zusicherung erhalten das Liechtenstein unabhängig bleiben würde. Er würde den Führer informieren. Auch informierte er Schweizer Stellen über den geplanten Putsch. Die Schweiz intervenierte ebenfalls beim Führer. Als um 22.00 des 24. März die Einheiten der SA und des NSKK die Grenze nach Liechtenstein überschreiten wollten, wurden sie von Funktionären der NSDAP gehindert in Vaduz einzumarschieren. Der Führer hatte eine «Stopp-Anweisung» ausgegeben. Auch in Vaduz blieb er nicht untätig. So liess er den Anführer der Putschisten Theodor Schädler ins Regierungsgebäude in Vaduz kommen und erklärte ihm, dass er mit keiner Hilfe aus Vorarlberg rechnen könne. Er hätte das Wort des Führers und erklärte er würde nicht zögern die Polizei und die Schweizer Grenzwachkorps anzuweisen auf seine Demonstranten zu schiessen. Theodor Schädler zeigte sich unbeeindruckt und versuchte trotz allem mit seinen Anhängern eine Demonstration in Vaduz am späten Abend durchzuführen. Doch Gegendemonstranten und Polizei blockierten den Versammlungsort der VDBL in Schaan. Um 24.00 gaben die VDBL aufgrund der massiven Gegendemonstrationen ihren Plan auf und verteilten sich in die umliegenden Wirtshäuser. Um 4.00 morgens am folgenden Samstag konnten 18 Anführer des VDBL auf Anweisung von Alois Vogt festgenommen werden. In den folgenden Monaten setzte er sich für die Anführer des Putsches ein und erreichte, dass sie im Dezember 1939 nach Deutschland ausgewiesen wurden. Er fürchtete einen Strafprozess und Todesurteile wegen Hochverrat. Dies hätte den Beziehungen zum Deutschen Reich unreparierbaren Schaden zugefügt.

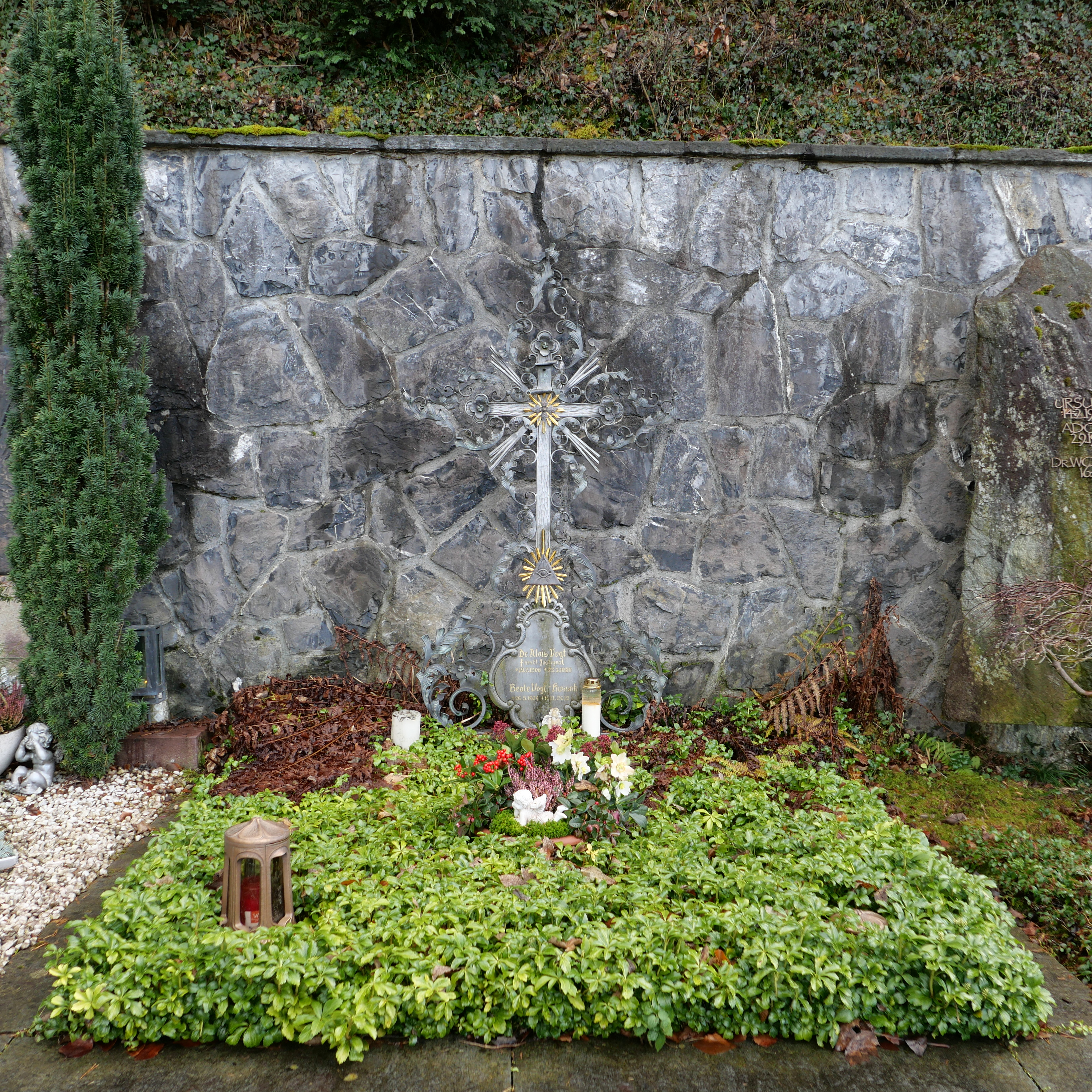
Das Grab von Vogt und seiner Frau auf dem Friedhof Vaduz im Jahr 2024.

Von 1949 bis 1966 war Alois Vogt Landtagsabgeordneter davon mehrere Jahre Landtagsvizepräsident. Von 1950 bis 1954 war er Aufsichtsrat der Liechtensteinischen Landesbank, von 1962 bis 1965 Regierungsrat. Von 1949 bis 1959 Sekretär der Industrie- und Handelskammer. Von 1953 bis 1964 war er Verwaltungsratspräsident der AHV sowie von 1969 bis 1974 Vizepräsident des Staatsgerichtshofs. Auch publizierte mehrere Aufsätze zu historischen und wirtschaftlichen Themen.
In der Geschichtsforschung ist Alois Vogt nicht unumstritten. So blieb er besonders in seiner Zeit im Liechtensteiner Heimatdienst als pro Deutsch in Erinnerung. Er galt als pro NSDAP und Anti-Schweiz eingestellt. Alois Vogt zählte nach der Gründung der VU zum einflussreichen, deutschfreundlichen Heimatdienst-Flügel der Partei. Als stellvertretenden Regierungschef unterhielt er weiterhin Kontakte zu NSDAP Kreisen in Deutschland und Österreich. Zeitweise befürwortete er die Kündigung des Zollvertrags mit der Schweiz und eine engere wirtschaftliche Anbindung Liechtensteins an das Dritte Reich. Nach dem Krieg wurden diese Kontakte polizeilich und staatsanwaltlich untersucht. Die Schweiz verhängte über Alois Vogt in den Jahren 1946–1947 eine Einreisesperre.